# Trelldom
Trelldom est un groupe norvégien de pagan metal.

## Histoire
Le groupe collabore avec des membres de Taake, Gaahlskagg et Sigfader ; Gaahl, le chanteur du groupe, devient plus tard connu comme chanteur temporaire de Gorgoroth. Plusieurs sorties sont enregistrées dans les studios Grieghallen et produites par l'employé local Pytten.
L'enregistrement du troisième album, Til minne..., commence en 2001, mais en raison d'une panne de disque dur en studio et de l'emprisonnement de Gaahl, la sortie est repoussée jusqu'en 2007. Cependant, il annonce qu'il ne mettrait pas autant de temps à sortir un nouvel album. Gaahl explique n'avoir aucune intention de dissoudre le groupe dans un avenir lointain.
Bien que Gaahl n'envisage pas de se produire en live, il ne le rejette généralement pas.

## Style musical
Les textes sont en norvégien car très personnels Certains textes sont rédigés en norvégien ancien. Les textes, comme dans d'autres projets parallèles de Gaahl, ne seront pas imprimés.
Les albums sont conçus comme un cycle de 9 parties sur le thème de l'âme. Ils sont chacun nommés par un mot de la mythologie nordique ou chamanique dont ils traitent le thème. Par exemple, Til minne… traite de l'héritabilité de la mémoire ou de la non-linéarité du temps.

## Discographie
- 1994 : Disappearing of the Burning Moon (démo)
- 1995 : Til evighet…
- 1998 : Til et annet…
- 2007 : Til minne…
- 2024 : By the Shadows…